# Барска битка
Битката при Бар е сражение на 7 октомври 1042 година между войски на Дукля, командвани от княз Стефан Воислав, и на Византийската империя, водени от дука на Дирахий Михаил.
Армията на Дукля напада византийския лагер, разположен в планинска клисура край Бар, предизвиквайки паника сред противника и удържа убедителна победа. Успехът на Стефан Войслав утвърждава независимостта на Дукля от Империята и налага княжеството като водещо сред малките държави в региона. Днес в Черна гора годишнината от битката на 7 октомври се отбелязва като Ден на черногорската армия.